# Медресе Камол-кази
Медресе Камол-кази (Камол-Казы) (узб. Kamol qozi madrasasi) — архитектурный памятник, здание медресе в Коканде (Узбекистан), воздвигнутое в 1830—1832 годах при узбекском правителе Мухаммаде Али-хане (Мадали-хан) на средства кокандского кази — Камола. В нём обучались дети местной знати. Закрыто при Советской власти. Намного позже отреставрировано и с тех пор используется в качестве гостиницы для туристов. Расположено на западе от архитектурного ансамбля Джами.
Здание построено в классических традициях кокандского зодчества. Состоит из помещения бывшей учебной аудитории (дарсхана), одноэтажных худжр, расположенных вокруг внутреннего квадратного двора (площадь 20х20 метров) и дворовой айванной мечети на четырех колоннах.
Входная часть отделана декоративно украшенным пештаком (главный портал) с цилиндрическими башнями на углах и возвышающимися купольными фонарями. Декорация пештака состоит из сплошь покрытым мозаичным изразцовым орнаментом, в котором геометрический стиль сочетается арабскими надписями.
За воротами пештака находится мионахана (вестибюль), а над ним — бывшая учебная аудитория, балкон которого выходил на главный фасад.
Внутри двора расположена мечеть, представляющая собой четырёхколонный, раскрытый на восток айван с балочным перекрытием. 
Интерьеры украшены ганчем и ручной росписью, а наружные стены, выложенные из жжёных кирпичей, как и во многих других общественных зданиях, были оставлены без штукатурки.
Архитектурный памятник входит в «Национальный перечень объектов недвижимости материального культурного наследия Узбекистана».